# Интервју са вампиром
Интервју са вампиром (енгл. Interview with the Vampire) је драма-хорор филм из 1994. године, који је базиран на истоименом роману из 1976. године. Филм је режирао Нил Џордан, а у главним улогама су Том Круз, Бред Пит, Кристијан Слејтер и Кирстен Данст.

## Радња
Вампир Лестат је бесмртан, тачније безвременски, он не зна своје године. За њега је свет бескрајан и бесконачан. Лестат живи у реци крви која је нужна за његово постојање, а када пожели, он својим жртвама дарује вечни живот хтеле оне то или не. У Лестатов живот крајем 18. века улази Луј, човек који је уништен због губитка жене и ћерке. Иако Луј постаје бесмртан, он ће покушати да спречи бездушног Лестата у неумољивом уништавању људи. Двеста година касније, у Сан Франциску Луис је своју причу одлучио да исприча младом новинару - вампирску причу о жељи, љубави, страху и екстази. Новинар је написао репортажу која је постала позната под насловом „Интервју са вампиром”.

## Улоге
| Глумац             | Улога                            |
| ------------------ | -------------------------------- |
| Том Круз           | Лестат де Лионкур                |
| Бред Пит           | Луј де Поан ди Лак               |
| Кирстен Данст      | Клаудија                         |
| Стивен Реј         | Сантијаго                        |
| Антонио Бандерас   | Арман                            |
| Кристијан Слејтер  | Данијел Малој                    |
| Вирџинија Маколам  | Проститутка на доку              |
| Џон Маконел        | Коцкар                           |
| Мајк Силиг         | Макро                            |
| Белина Логан       | Крчмарица                        |
| Тандивеј Њутон     | Ивета, робиња Креолка            |
| Индра Ове          | Проститутка из Њу Орлинса        |
| Хелен Макрори      | Друга проститутка                |
| Лајла Хеј Овен     | Удовица Сејнт Клер               |
| Ли И. Шарфстин     | Удовичин љубавник (као Ли Емери) |
| Домицијана Ђордано | Мадлен                           |

## Разлике у односу на роман
- Лујева породица: у роману, Лују је умро брат Пол, док су у филму његова жена и дете. Такође, у филму се не спомињу његова мајка и сестра.

- Клаудијино лудило: не спомиње се у роману, а односи се на део када је Клаудија попила крв свог учитеља клавира.

- Пут у источну Европу: у роману, Клаудија и Луј у Трансилванији проналазе друге вампире; то је у филму изостављено.

- Лестатов долазак у Париз: у филму је изостављен део када Лестат долази у Париз након пожара у Њу Орлеансу.

- Појављивање Лестата у Данијеловом ауту: Лестат напада Данијела и претвара га у вампира, док у роману Данијел одлази да потражи Лестата.

## Зарада
Филм је у САД зарадио 105.264.608 $.
- Зарада у иностранству - 118.400.000 $
- Зарада у свету - 223.664.608 $